# فريتز بيرثولد
فريتز بيرثولد (بالألمانية: Frederic Berthold)‏ هو متزحلق جبال الألب نمساوي، ولد في 3 يونيو 1991 في النمسا.

## وصلات خارجية
- فريتز بيرثولد على موقع الاتحاد الدولي للتزلج (التزلج على المنحدرات الثلجية) (الإنجليزية)
- فريتز بيرثولد على موقع الاتحاد الدولي للتزلج (التزلج الحر) (الإنجليزية)